# Zyn Zyn
Zyn Zyn (eller Зың som det heter på kazakiska) är en singel släppt av den kazakiska dj:n Bulat Nurimov i oktober 2017.

## Historia
När låten släpptes 2017 blev den en hit i Kazakstan men försvann snabbt från radion. I maj 2018 dock hamnade den på Spotifys Viral Top 50 Sverige efter att ha spridit sig till Sverige.
Melodin i refrängen är tagen från Afrika Bambaataa och Soulsonic Force låt  "Planet Rock", och texten handlar om unga kvinnor från Sjymkent, Kazakstans näst största stad.
En version av Zhonti och NN-Beka blev viral på YouTube, med över 40 miljoner visningar i April 2020.
Bulat Nurimov avled av tuberkulos i oktober 2017.